# Le Marillais
Le Marillais là một xã thuộc tỉnh Maine-et-Loire trong vùng Pays de la Loire phía tây nước Pháp. Xã này nằm ở khu vực có độ cao trung bình 28 mét trên mực nước biển.
Sông Èvre chảy vào sông Loire tại xã này.